# El gordo de América
El gordo de América es una película cómica argentina, dirigida por Enrique Cahen Salaberry protagonizada por Jorge Porcel, estrenada el 11 de marzo de 1976.

## Argumento
Para celebrar su ascenso, un gerente (Javier Portales) decide convocar a su hermano del campo, pero como no paraba de hacer desastres lo manda de vuelta. Su hermano (Jorge Porcel) no se convence y deslumbrado por una publicidad decide montar una oficina de investigaciones.

## Reparto
- Jorge Porcel ...Jorge Rossi "Coco"
- Jorge Martínez ... Horacio Sanguinetti
- Leonor Benedetto... Gladys
- Doris del Valle ... Chichita
- Elizabeth Killian ... Susana
- Javier Portales ...Guillermo Rossi
- Raimundo Soto ... Borracho
- Beto Gianola ... Mazutto
- Juan Carlos de Seta ... Galíndez
- Augusto Codecá ... Hombre que incendia departamento
- Eloísa Cañizares ... Madre de Chichita
- Mario Luciani ... Bichi
- Leonor Onis ... Margarita
- Julio Fedel ... Julio
- Amalia Bernabé ... Mujer que despide a su hijo en aeropuerto
- Guadalupe Leuviah ... Amiga de Susana
- Cecilia Cenci
- Daniel Miglioranza
- Liliana Cevasco
- Horacio Heredia ... Joven en avión
- Verónica Lange ... Corina
- Susana Traverso ... Marité
- Coco Fosatti
- Francisco Domínguez
- Alberto Olmedo ... Chofer de taxi